# خنجر (سده‌های ۱۲–۱۳ پیش از میلاد، آرتیک)
خنجر (انگلیسی: Dagger) تیغه ای، یکپارچه و کمانی-شکل متعلق به سده‌های ۱۲–۱۳ پیش از میلاد که در آرتیک کشف شده‌است. این خنجر در یک مجموعه به شماره ۲۳۴۶–۳۳۱ در موزه تاریخ ارمنستان نگهداری می‌شود.